# Невіша
Невіша — річка в Білорусі у Щучинському районі Гродненської області. Ліва притока річки Котра (басейн Німану).

## Опис
Довжина річки 39 км, похил річки 0,8 м/км, площа басейну водозбору 328 км², середньорічний стік 2,2 м³/с. Формується притоками та безіменними струмками. Річище протягом 27 км від витоку каналізоване.

## Розташування
Бере початок за 1,5 км на північно-східній стороні від села Мякіши. Тече переважно на захід і за 2 км на східній стороні від села Орлова Гора впадає в річку Котру, праву притоку річки Німану.